# FWA
Fixed Wireless Access (FWA) též nazývaná Wireless Local Loop je bezdrátová síť poskytující širokopásmové propojení typu point-to-multipoint. Bezdrátová síť FWA představuje tzv. řešení poslední míle, kdy poskytovatel telekomunikační služby má možnost přímého přístupu ke koncovým zákazníkům. Význam slova fixed v názvu značí a předpokládá, že přípojka koncového uživatele bude fixní (stálá). To je výrazný rozdíl od sítí typu GSM.

## Rozdíl sítí FWA a GSM
Významný rozdíl sítí FWA od sítí GSM je, že FWA není konkrétní technologie s přísně stanovenými standardy, které musejí poskytovatelé služeb dodržovat, ale je to spíš druh sítě. Tato vlastnost umožňuje zrealizovat síť pomocí produktů od různých firem. Produkty nemusejí být spolu kompatibilní a mohou se lišit v jiných, zásadních, vlastnostech. U sítí GSM je kompatibilita důležitá z důvodů mobility koncových uživatelů, ale v sítí FWA nedochází k pohybu koncových terminálů (přípojek). Proto si operátoři mohou zvolit, z čeho síť postaví.

## Vysílací pásma
Podle vysílacího pásma se sítě FWA dělí na dvě skupiny:
- První varianta používá k vysílání užší frekvenční pásmo v jednotkách GHz (1.8, 2.4 nebo 3.5 GHz) a poskytuje rychlost přenosu jednotek až stovek kilobitů za sekundu. Tato varianta sítí vzniká hlavně kvůli přenosu hlasu a umožňuje přenos dat na větší vzdálenost. Označení této varianty je úzkopásmová (narrowband).

- Druhá varianta vysílá na vyšších frekvencí širšího frekvenčního pásma v řádu desítek GHz (10.5, 26, 28 nebo 40 GHz). Při vysílání ve vyšších pásmech je dosahovaná přenosová rychlost vyšší (až 30 Mbit/s na jednoho zákazníka). Při přenosu dat mezi poskytovatelem a zákazníkem je požadovaná přímá viditelnost a vzdálenost mezi 3 až 5 km. Při narůstající vzdálenosti klesá odolnost proti atmosférickým vlivům. Primárně se sítě používají k přenosu dat. Označení této varianty je širokopásmová (broadband).

## Celulární princip
Infrastruktura sítě FWA je složena ze soustavy základnových stanic (base stations) vytvářející kolem sebe tzv. buňky (cells). Jednotlivé terminály uživatelů komunikují vždy s jednou nejbližší základnovou stanicí. Stejného cellulárního principu sítě využívá GSM síť. Tento princip zaručuje, že se jedná o síť typu Point-to-Multipoint, protože základová stanice komunikuje s více koncovými stanicemi (terminály).
Sítě FWA vysílají signál trochu jinak než mobilní celulární sítě. U sítí FWA nedochází k šíření signálu všesměrově, ale signál je směrován do sektoru o velikosti (90, 30 někdy i 12,5 stupně). V případě jednoho sektoru je používáno jednoho frekvenčního pásma (různé šířky, od 1,75 do 28 MHz). Sektory stejné buňky i sektory sousedních buněk pak musí využívat jiná frekvenční pásma. Proto operátoři, kteří používají sítě FWA musejí dopředu přemýšlet o počtu základových stanic, jejich rozmístěním a kolika sektory je vybaví. Sektor s pevně přiděleným frekvenčním rozsahem je sdíleně využit - při existenci jednoho zákazníka v daném sektoru bude mít pro sebe celou kapacitu odpovídající šířce použitého přenosového pásma. Při existenci dvou, tří atd. zákazníku dochází k dělení kapacity. To znamená, že operátoři sítí FWA musejí přemýšlet již před stavbou sítě o možném počtu potenciálních zákazníků z důvodů rozdělení celkové kapacity uživatelům.

## Využití ATM technologie v sítí FWA
Propojení sítě FWA respektive jejich základnových stanic musí být realizováno vhodnou páteřní sítí. K tomuto propojení nejlépe slouží technologie ATM a to z důvodu univerzálnosti technologie. V praxi slouží sítě FWA k přenosům hlasu, multimediálních přenosů, datových přenosů, které vyžadují garanci kvality spojené s termínem QoS (Quality of Service). Díky těmto vlastnostem může celá širokopásmová síť FWA poskytovat služby např. pevných okruhů E1 (2,048 Mbit/s) či tzv. fractional E1 (násobky 64 kbit/s), IP konektivity, širokopásmového přístupu k Internetu atd.
Sítě FWA určitě čeká slibná budoucnost, ale její využití spíše ocení firemní subjekty než jednotliví koncoví uživatelé.